# Гричук Володимир Полікарпович
Володимир Полікарпович Гричук (28 січня 1907 року, Липова Долина — 1999) — радянський фізико-географ, палінолог, палеогеограф, доктор географічних наук, лауреат Сталінської премії.

## Біографія
Народився 28 січня 1907 року в містечку Липова Долина (нині — Сумська область).
З 16-річного віку працював у краєзнавчому музеї міста Ромни. З 1930 р. науковий співробітник Московського геологічного управління, займався дослідженням речовинного складу озерних відкладень.
З 1937 р. завідувач лабораторією пильцевого аналізу в Інституті географії Академії наук СРСР. Розробив сепараційний метод виділення пилку з осадових порід, що дозволив значно розширити можливості застосування пильцевого аналізу.
З 1941 р. служив у РСЧА, учасник війни, нагороджений орденом Червоної Зірки. Демобілізувався у листопаді 1945 р.
Доктор географічних наук (1952).
У 1957—1969 роках голова Палінологичної комісії при Академії наук і голова Комісії ІНКВА на суміщенні пліоцену і плейстоцену.

## Наукові праці
Автор і співавтор монографій:
- Анализ ископаемых пыльцы и спор и его применение в палеогеографии (1948, совместно с Е. Д. Заклинской);
- Пыльцевой анализ (1950, в составе коллектива);
- Ископаемые флоры как палеонтологическая основа стратиграфии четвертичных отложений (1961);
- Гляциальные флоры и их классификация (1969);
- История флоры и растительности Русской равнины в плейстоцене. Владимир Поликарпович Гричук. Наука, 1989;
- Стратиграфии: материалы II межведомственного семинара по палинологическим исследованиям. Владимир Поликарпович Гричук. Академия наук СССР, Дальневосточный науч. центр, Северо-восточный комплексный научно-иссл. ин-т, 1982 — Всего страниц: 177
- Определитель однолучевых спор папоротников. Владимир Поликарпович Гричук, Мириам Хаймовна Моносзон. «Наука», 1971  — Всього сторінок: 126.

## Нагороди
- 1951 рік — Сталінська премія за наукову працю «Пилковий аналіз»
- 1953 рік — медаль «За трудову відзнаку».